# Sodom
Pour les articles homonymes, voir Sodom (homonymie).
Sodom est un groupe de thrash metal allemand, originaire de Gelsenkirchen. Ils changent plusieurs fois de formation, et le bassiste et chanteur Tom Angelripper reste le seul membre original restant. Avec Kreator, Destruction et Tankard, Sodom est considéré comme l'un des big four du thrash metal allemand. À ce jour (Octobre 2022), Sodom compte dix-sept albums studio, trois albums live, quatre compilations et sept EPs.

## Biographie

### Débuts (1981–1989)
Tom Angelripper fonde le groupe en 1982 dans l'idée de quitter son travail de mineur. Aggressor (guitare, chant (dans les démos)) et Chris Witchhunter (batterie) le rejoignent. Ils sont les leaders de la scène thrash metal allemande aux côtés des groupes Kreator, Tankard et Destruction. La formation originale de Sodom est composée de Tom Angelripper au chant et à la basse, de Bloody Monster à la guitare et de Aggressor à la batterie. Après de nombreux changements de guitaristes dans le groupe, Sodom sort enfin son premier album studio, Obsessed by Cruelty, en 1986. Il s'agit d'une œuvre thrash metal avec des éléments qui influenceront les groupes de black metal. Cet album n'est pas très bien reçu par la critique, qui qualifie le groupe de « copie conforme de Venom, avec des paroles pas très inventives et qui tomberont vite dans l'oubli. » Le deuxième album studio du groupe, Persecution Mania, est mieux accueilli, principalement parce que l'album est plus dans le thrash metal classique, et que la musique a globalement plus de maturité que son prédécesseur.
Après une grande tournée qui a duré la plus grande partie des années 1987-1988, le groupe sort l'album qui le fera vraiment connaitre sur la scène metal, Agent Orange. Cet album connaitra en effet un grand succès commercial : plus de 100 000 copies de l'album seront vendues rien qu'en Allemagne. Il s'agit encore aujourd'hui de l'album de thrash metal allemand le plus vendu. Après avoir sorti leur album Better off Dead joué dans un thrash metal traditionnel, le groupe sort ensuite un album beaucoup plus distingué, Tapping the Vein, qui se démarquera des autres albums par des caractéristiques du death metal, que l'on ne retrouve que dans cet album. L'album suivant, Get What You Deserve, se démarque des autres albums en raison de ses éléments de Punk rock mélangés au thrash metal habituel du groupe. La pochette de l'album, relativement grotesque, sera une surprise pour la plupart des fans du groupe. À partir de l'album 'Til Death Do Us Unite, le groupe prend un tournant dans sa carrière. En effet, l'album marque le début de la stabilisation dans la formation du groupe et également sur le plan du style, le groupe ayant vraiment trouvé son style propre. Les albums Code Red, M-16 et Sodom seront dans la même lignée que ce dernier.

### Changement de formation (1990–1997)
Le groupe sort son album Better off Dead en 1990. À leur tournée sud-américaine, Hoffman décide de rester au Brésil et est donc forcé de quitter le groupe. Andy Brings le remplace et un nouvel album est publié, Tapping the Vein, avec un son plus orienté death metal. Il s'agit du dernier album qui fait participer le batteur Witchhunter : il est renvoyé du groupe et remplacé par Atomic Steif, ancien membre des Holy Moses et Living Death.
Le groupe publie l'album, Get What You Deserve aux influences plus poussées punk. Leur album Masquerade in Blood assiste au retour de leur influence death metal, et l'usage du groove metal. Leur nouveau membre, Strahli, ne reste pas longtemps dans le groupe. Il est appréhendé et icnarcéré pour vente illégale de stupéfiants, et le groupe perd contact avec lui jusqu'en janvier 2011, lorsqu'ils apprennent sa mort à Düsseldorf.

### Retour au thrash metal (1998–2008)

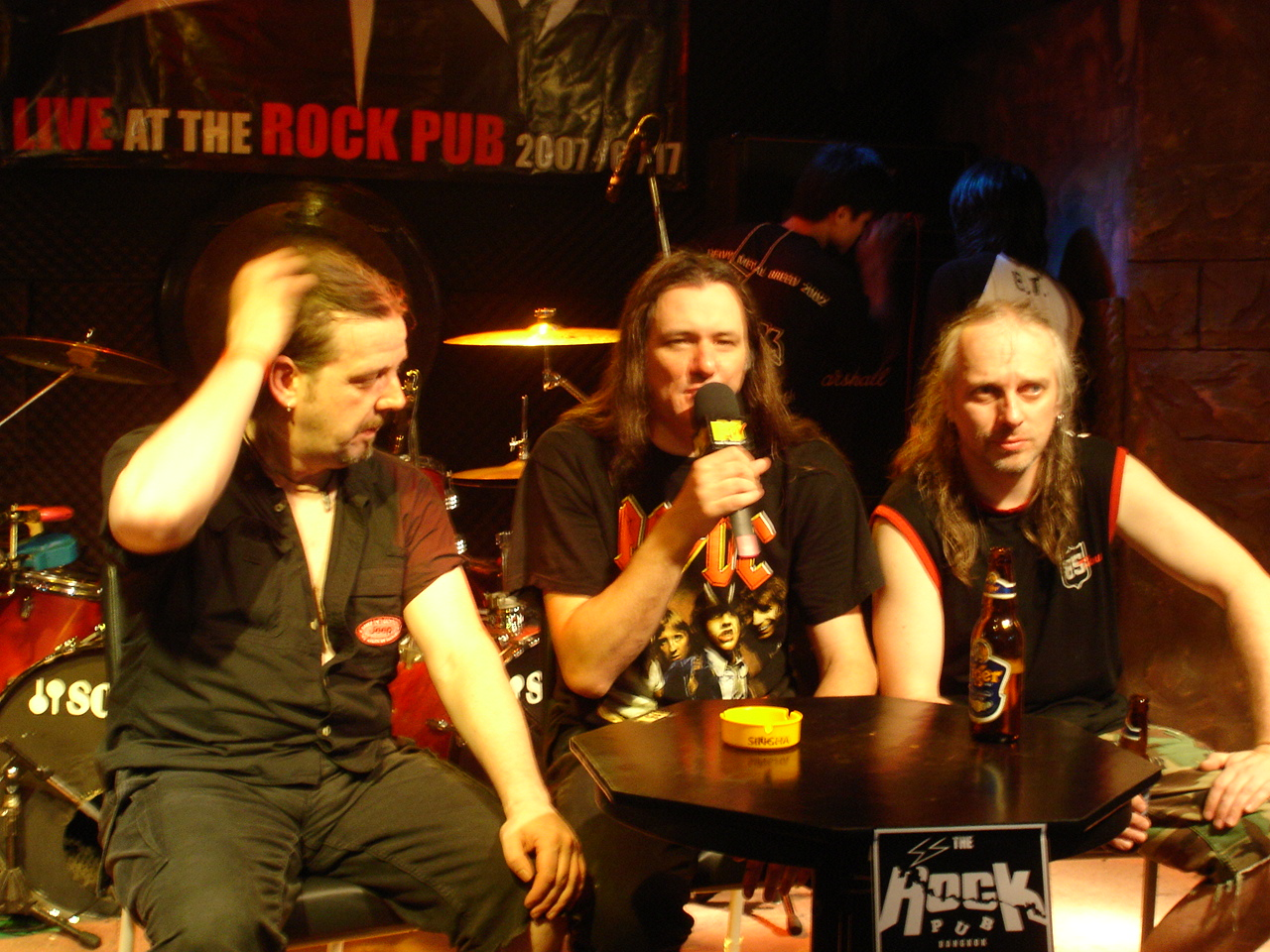
Sodom à Bangkok, juin 2007.

L'album 'Til Death Do Us Unite présente une couverture qui crée la polémique.[En quoi ?] L'album marque le retour de Sodom au thrash plus orienté thrash-crossover dans la veine de groupes comme Suicidal Tendencies. Il contient également la chanson polémique Fuck the Police de laquelle ils tournent un clip. Après l'album, Sodom revient en studio et enregistre Code Red en 1999 qui marque le retour du groupe dans le teutonic thrash metal des années 1980.
En 2003, un double-album live est enregistré à Bangkok, en Thaïlande, intitulé One Night in Bangkok. Un autre album, Sodom, est publié en 2006, dans la veine de M-16.
En 2007, le groupe sort The Final Sign of Evil, qui est le ré-enregistrement des cinq chansons de l'EP In the Sign of Evil ainsi que sept autres chansons exclues de l'EP par leur label à l'époque. Chris « Witchhunter » Dudek meurt le 7 septembre 2008.

### Dernières activités (depuis 2009)

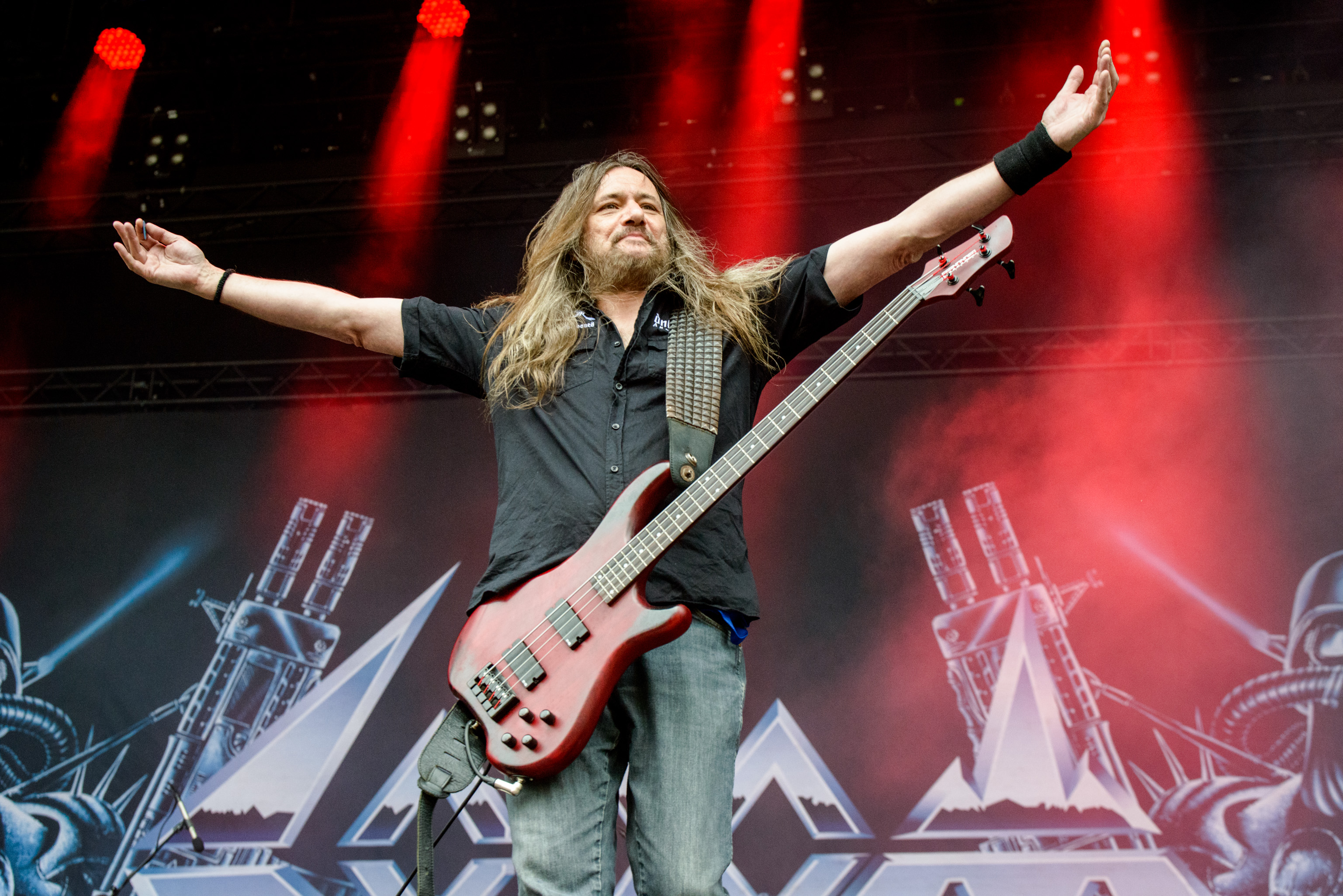
Live 2016.

En 2009, Sodom revient au Royaume-Uni jouer son premier concert en 20 ans au Bloodstock Open Air. In War and Pieces, le treizième album de Sodom, est publié en Europe le 22 novembre 2010, et en Amérique du Nord le 11 janvier 2011. Le 30 novembre 2010, le départ de Bobby Schottkowski est annoncé à cause de « problèmes personnels » entre Tom Angelripper et Schottkowski. Le 8 décembre 2010, Markus « Makka » Freiwald est annoncé comme le nouveau batteur de Sodom. En fin janvier 2012, Sodom se lance dans l'écriture de son quatorzième album, qui prévoient pour mai 2012 à la fin de l'été. Le 17 décembre 2012, le groupe annonce la sortie de l'album pour le 29 avril 2013. L'album est intitulé Epitome of Torture et contient 13 chansons.
En novembre 2014, Sodom publie l'EP Sacred Warpath comme avant-goût de leur quinzième album studio. L'EP contient une chanson originale, et des versions lives de trois chansons. Le 9 juin 2016, Sodom annonce la sortie de leur quinzième album studio, Decision Day, le 26 août 2016.
Le 22 janvier 2018, Tom Angelripper annonce l'arrivée de Frank Blackfire, Stefan Hüskens et de Yorck Segatz pour remplacer Bernemann et Makka qui avaient quitté le groupe plus tôt ce même mois en déclarant que « deux guitaristes nous permettent beaucoup plus de possibilités en live, donc nous pourrons jouer à l’avenir des morceaux que nous n’aurions pas pu jouer en trio. Avec ces nouvelles possibilités, le groupe de thrash a déjà commencé à mettre en place une setlist pour les concerts à venir avec tous les grands classiques ainsi que des chansons rares qui n’ont jamais été ou rarement entendues durant nos concerts. Je peux promettre que nous allons vraiment tout déchirer à l’avenir. »

## Style musical
Ils sont influencés par des groupes tels que Motörhead, Venom, Tank et Accept comme peuvent en témoigner les diverses reprises dans leurs nombreux albums. Tom et sa bande jouent un thrash metal brutal avec un côté punk qui se révèle surtout en live où la musique est très sèche et brute. Les thèmes abordés sont divers. Au début, les paroles étaient portées sur le satanisme. Depuis 1986, les paroles tournent autour de la guerre notamment celle du Viêt Nam qui est une grande source d'inspiration pour le groupe qui dénonce les cruautés de la guerre. Ils évoquent aussi des sujets graves comme le meurtre, l'infanticide ou l'inceste,.
Sodom a vu passer de nombreux guitaristes (le line-up n'a jamais été stable jusqu'en 1997), permettant d'apprécier différents styles sur presque chaque album. Par exemple, Frank Blackfire a un jeu simple mais accrocheur. Sur l'album Better off Dead, Michael Hoffmann apporte un jeu plus mélodique que ses prédécesseurs. On peut apprécier les solos déjantés de Andi Brings sur Tapping the Vein.

## Membres

### Membres actuels
- Tom Angelripper (Thomas Such, Onkel Tom) - chant, guitare basse (Desperados) (depuis 1981)
- Frank Blackfire - guitare (1987-1989, depuis 2018)
- Yorck Segatz - guitare (depuis 2018)
- Stefan « Husky » Hüskens - batterie (depuis 2018)

### Anciens membres
- Frank Testegen - guitare (1983–1984)
- Josef Dominic - guitare (1984–1985, 2007)
- Michael Wulf - guitare (1985–1986) (ensuite Kreator) (décédé)
- Uwe Christophers - guitare (en tournée en 1986)
- Uwe Baltrusch - guitare (en tournée en 1989/1990)
- Michael Hoffman - guitare (Assassin) (1990)
- Andy Brings - guitare (ensuite Powergod) (1991–1995)
- Dirk Strahlimeier - guitare (1995–1996) (décédé)
- Bernd « Bernemann » Kost - guitare (1996-2018)
- Christian « Witchhunter » Dudek - batterie (1983–1992, 2007) (décédé)
- Guido Richter - batterie (1993-1996) (plus tard Stahlträger, Assassin, Sacred Chao, Holy Moses, Living Death, Brotós)
- Bobby Schottkowski - batterie (1997–2010)
- Markus « Makka » Freiwald - batterie (2010-2018)

## Discographie

### Albums studio
- 1986 : Obsessed by Cruelty
- 1987 : Persecution Mania
- 1989 : Agent Orange
- 1990 : Better Off Dead
- 1992 : Tapping the Vein
- 1994 : Get What You Deserve
- 1995 : Masquerade in Blood
- 1997 : 'Til Death Do Us Unite
- 1999 : Code Red
- 2001 : M-16
- 2006 : Sodom
- 2007 : The Final Sign of Evil
- 2010 : In War and Pieces
- 2013 : Epitome of Torture
- 2016 : Decision Day
- 2020 : Genesis XIX
- 2022 : 40 Years at War

### Albums live
- 1988 : Mortal Way of Life
- 1994 : Marooned Live
- 2003 : One Night in Bangkok

### Compilations
- 1991 : Sodomania
- 1996 : Ten Black Years
- 2012 : 30 Years Sodomized - 1982-2012
- 2017 : Demonized

### Démos et EPs
- 1982 : Witching Metal
- 1984 : Victims of Death
- 1984 : In the Sign of Evil
- 1987 : Expurse of Sodomy
- 1989 : Ausgebombt
- 1991 : The Saw Is the Law
- 1993 : Aber bitte mit Sahne
- 2014 : Sacred Warpath
- 2018 : Partisan
- 2019 : Out of the Frontline Trench

### Singles
- 1989 : Ausgebombt
- 1991 : The Saw Is the Law
- 1993 : Aber Bitte Mit Sahne
- 2021 : Bombenhagel

### Vidéographie
- 1988 : Mortal Way of Life
- 1994 : Live in der Zeche Carl
- 2005 : Lords of Depravity Part I|Lords of Depravity, Part I
- 2010 : Lords of Depravity Part II|Lords of Depravity, Part II